# ハードコアの夜
ハードコアの夜（原題：Hardcore）は、1979年のアメリカのサスペンス映画。ポール・シュレイダー監督・脚本、ジョージ・C・スコット主演。

## あらすじ
ジェイク・バンドーンはカルヴァン主義を強く信仰する男であり、ミシガン州で家具工場を経営し、家族と暮らしていた。そんな彼の一人娘クリステンがカリフォルニアに旅立った後に失踪してしまう。ジェイクは義弟のウェスと二人でクリステンの行方を探すが、手掛かりは全くつかめなかった。行き詰ったジェイクは探偵のマストを雇う。それから数週間後、ジェイクはマストに呼び出され、劇場で成人映画のフィルムを見せられる。『愛の奴隷』というタイトルのその映画で、男二人に犯されていたその女こそクリステンだった。ショックを受けたジェイクは、クリステンが誘拐されて強制的に映画へ出演させられていると考え、彼女を探しにポルノ業界へと足を踏み入れていく。

## キャスト
- ジェイク・バンドーン：ジョージ・C・スコット（大木民夫）
- アンディ・マスト：ピーター・ボイル（峰恵研）
- ニキ：シーズン・ヒューブリー（小宮和枝）
- ウエス：ディック・サージェント（沢木郁也）
- クリス：イラー・デイヴィス（井上喜久子）
- ビル：レオナルド・ゲインズ（西村知道）